# Kératoconjonctivite infectieuse bovine
La kératoconjonctivite infectieuse bovine (KCIB), également connue sous le nom de maladie de l'œil blanc, est une maladie infectieuse des bovins causée par Moraxella bovis, une bactérie à Gram négatif. Elle se propage par contact direct ou par des mouches servant de vecteurs . Il s’agit de la maladie oculaire la plus courante chez les bovins. La KCIB est semblable à la conjonctivite humaine et provoque une infection grave de la conjonctive, un œdème, une opacité cornéenne et une ulcération. Cette maladie est très contagieuse et sévit dans le monde entier. Les animaux les plus jeunes sont les plus sensibles, mais une guérison avec des dommages minimes est habituelle, s'ils sont traités tôt.

## Historique
Une maladie contagieuse affectant les yeux du bétail est évoquée dès la fin du XIXe siècle, notamment au Nebraska, en Angleterre et en Hollande. Nonobstant son statut largement reconnu de syndrome de troupeau à apparition soudaine, il manque alors une définition de cas formelle. Cette carence  engendre potentiellement un biais de classification, complexifiant ainsi le diagnostic, le traitement et la prévention. Par ailleurs, il est à noter que les terminologies et les définitions associées à la maladie varient substantiellement parmi les producteurs de bétail, les vétérinaires et les chercheurs.

## Étiologie

### Agents pathogènes
L'agent responsable de la KCIB est Moraxella bovis, une bactérie aérobie Gram négatif en forme de bâtonnet, mais son rôle exact dans la pathogénie de la maladie n'est pas connu. Cette bactérie est un parasite intracellulaire obligatoire des muqueuses et peut généralement être isolée dans les voies respiratoires, le vagin et la conjonctive d'animaux sains. La transmission de la KCIB se fait par contact direct avec les muqueuses et leurs sécrétions ou par contact indirect, des mouches agissant comme vecteur mécanique (Musca domestica, Musca autumnalis et Stomoxys calcitrans). Les animaux porteurs asymptomatiques et convalescents peuvent également être sources d’infection.

### Facteurs prédisposants
Des échecs constatés au cours des tentatives de reproduction expérimentale de l'affection suggèrent que l'action de Moraxella bovis ne se manifeste pas de manière isolée, mais pourrait dépendre d'un contexte favorable spécifique. Les facteurs prédisposants de la KCIB irritent l'œil et facilitent l'infection par la bactérie :
- facteurs environnementaux favorisant les traumatismes ou l'agression du globe oculaire
  - rayonnements ultraviolets (exposition au soleil), surtout chez les bovins sans pigmentation autour des paupières notamment les Hereford) ou avec des yeux proéminents
  - poussière
  - plantes séchées
  - végétation haute
  - boucles auriculaires surdimensionnées ou mal placées
- été et début de l'automne (les mouches étant plus présentes)
- infections concomittantes
  - virus : virus de la rhinotrachéite infectieuse bovine (IBR)
  - autres bactéries : Mycoplasma boviculi, Listeria monocytogenes

## Signes cliniques et diagnostic
En se basant uniquement sur les signes cliniques, il n'est pas possible de distinguer la KCIB des autres causes de kératoconjonctivite ; ainsi, son diagnostic, tout comme celui d'autres maladies, requiert une combinaison de preuves recueillies à partir des commémoratifs, de l'anamnèse, des signes cliniques et des diagnostics de laboratoire.

### À l'échelle du troupeau
La KCIB est une maladie épizootique affectant principalement les yeux des jeunes bovins pendant les saisons plus chaudes. Les caractéristiques des épizooties au sein des troupeaux, tant en termes de portion du troupeau affectée que de la durée dans le troupeau, varient.
La combinaison de signes cliniques typiques, d'un historique de la KCIB dans le troupeau, et d'un taux d'infection élevé (plus de 15 % des veaux dans le troupeau) et rapide (survenant de manière saisonnière au printemps) est considérée comme plus fiable pour caractériser la KCIB que la culture bactérienne en raison du risque d'infection secondaire opportuniste.

### À l'échelle de l'individu
Le diagnostic de la kératoconjonctivite infectieuse bovine chez un animal individuel doit être abordé avec prudence, car il s'agit d'une maladie de troupeau.
La KCIB affecte exclusivement les yeux de l'animal, la distinguant ainsi d'autres maladies présentant des manifestations oculaires mais aussi systémiques. Par exemple, dans les pneumonies virales, la fièvre catarrhale ovine, la peste bovine, la besnoitiose, la BVD et la rhinotrachéite infectieuse bovine (IBR), la conjonctivite peut être significative mais demeure secondaire par rapport aux atteintes oculaires observées dans le cadre de la KCIB.
Les manifestations oculaires suivent un ordre précis, divisé en cinq stades caractéristiques :
1. Les signes sont discrets, incluant un épiphora (larmoiement excessif), une photophobie (forte sensibilité à la lumière), un blépharospasme (fermeture des paupières de façon répétitive et incontrôlée), et une congestion conjonctivale bulbaire, sans lésion cornéenne apparente.
2. Environ 2 jours après le début, une congestion épisclérale marquée apparaît, avec des sécrétions lacrymales purulentes. L'examen de la cornée révèle une petite tâche blanchâtre de 3 mm, indiquant une atteinte de l'épithélium cornéen.
3. Accentuation des signes conjonctivaux, avec des sécrétions lacrymales agglomérant les poils autour des yeux. La cornée présente une néovascularisation partant de la conjonctive vers la lésion cornéenne.
4. Kératite abcédative : abcès intra-cornéen, visible par une surélévation opaque de la cornée.
5. Kératite ulcéreuse : stade typique de la KCIB, avec l'abcès entraînant la nécrose du stroma cornéen et de l'épithélium antérieur. Une perte de substance peut conduire à une perforation avec un iridocèle.
6. Complications, survenant en cas de perforation. Peut entraîner une hernie de l'iris, une luxation du cristallin, et potentiellement une extension au système nerveux.

La durée totale de l'évolution est d'environ une semaine. Elle est souvent unilatérale, mais peut affecter les deux yeux. Chez les adultes, l'arrêt avant le stade des complications permet une réparation de l'épithélium cornéen en 2 à 3 semaines, avec une cicatrisation totale en 1 à 2 mois, laissant une petite opacité cicatricielle, la taie.

## Traitement
Il faut d'abord isoler les animaux porteurs de fortes charges bactériennes et les protéger de la lumière.
L'antibiothérapie locale est privilégiée en première intention, avec une injection sous-conjonctivale, notamment d'oxytétracycline ou de pénicilline G. En ce qui concerne l'antibiothérapie par voie générale, la tulathromycine est le seul antibiotique autorisé en France pour le traitement de la KCIB, mais son utilisation est interdite chez les vaches laitières.
Des traitements complémentaires incluent l'utilisation d'anti-inflammatoires non stéroïdiens pour soulager la douleur et minimiser les pertes de production ou de croissance. En cas d'atteinte sévère de l'œil, la chirurgie, telle que la suture des paupières (blépharorraphie) ou la suture de la membrane nictitante (tarsorraphie), est recommandée en complément de l'antibiothérapie. Dans les cas où une rupture du globe oculaire s'est produite ou lorsque la formation sévère de cicatrices et la protrusion du globe représentent un risque potentiel pour l'animal, l'exentération peut être indiquée.

## Prévention
Le contrôle de la population de mouches, principal vecteur de transmission, est essentiel,. Cette lutte est principalement chimique, avec des spécialités insecticides contenant de la perméthrine ou de la deltaméthrine. En cas d'utilisation d'étiquettes auriculaires imprégnées d'insecticides, il est important de souligner que ces étiquettes devraient être placées au moins sur les veaux et devraient être retirées à la fin de la saison des mouches pour prévenir le développement de la résistance aux insecticides. Les produits larvicides doivent être appliqués dans les bâtiments et dans les fosses, en particulier le long des murs et des mangeoires. Il est de plus important de garder les abords des bâtiments d'élevage et des pâturages propres, en éliminant les amas de fumiers, les délivrances, etc.
La protection des animaux contre le soleil peut être réalisée de manière collective ou individuelle : utilisation de patchs en tissu couvrant les yeux des animaux, accès des animaux à l'ombre pendant la saison de pâturage (dans des bâtiments ou par des bosquets), etc.
Dans les élevages fortement touchés, la prescription d'un autovaccin est une option, en prélevant la bactérie de préférence en bordure d'ulcère précoce. Un vaccin développé par MSD est disponible aux États-Unis, en Australie, en Nouvelle-Zélande et en Afrique du Sud.
En cas d'échecs thérapeutiques, une bactériologie est recommandée pour identifier les souches responsables et les profils d'antibiorésistance,.